# Impôt colonial
L'impôt colonial est un concept qui a été utilisé à une époque coloniale. 

## Terminologie
La notion d'impôt colonial repose sur le principe de l'autonomie financière des colonies,.
Aujourd'hui, l’imposition d’un État par un autre est interdite par le droit international.
La notion d'impôt colonial est parfois confondue avec d'autres concepts comme la mise en dépôt ou des  sanctions financières, (gels d’avoirs ou interdiction de mise à disposition de fonds).
La confusion a également pu concerner le système des réserves de change déposées au Trésor public français par la Banque centrale des États de l'Afrique de l'Ouest et par la Banque des États de l'Afrique centrale.

## France
À l'époque coloniale, en France, l'impôt colonial a pour but de financer les colonies sans augmenter la fiscalité métropolitaine. Les taux d'imposition n'ont pas significativement baissé avec l'accession à l'indépendance.
Pour Denis Cogneau, l’impôt a permis à la France (métropolitaine) de ne pas avoir à investir pour son empire,.
L'impôt a notamment été assis sur le commerce international et sur la capitation du bétail.

## Royaume-Uni
Au Royaume-Uni, l'impôt colonial a soulevé la question de la double imposition certains sujets ayant payé leur impôt à la fois au Royaume-Uni et à la colonie.

## Algérie
Dans les colonies françaises, le régime financier est établi par la loi du 13 avril 1901.

### Définition de la fiscalité algérienne
En 1898 ont lieu les Élections de la délégation financière algérienne de 1898.
Le 23 août 1898, un décret institue une sorte de parlement local sans pouvoir législatif, les délégations financières chargées de discuter et de voter le budget de l'Algérie. Le caractère du budget de l'Algérie durant la période coloniale française est celui d'une collectivité locale décentralisée. L'Algérie est alors une entité administrative beaucoup plus vaste qu'une collectivité locale ordinaire, commune ou département, de telle sorte que peu à peu son budget prend une dimension à caractère véritablement étatique.
Depuis la loi du 13 avril 1901, le projet de budget de l'Algérie est établi par le gouverneur général sous le contrôle des ministres de l'Intérieur et des Finances. 
La loi du 19 décembre 1900 donne à l'Algérie l'autonomie financière, le budget doit être voté par les délégations financières et le Conseil supérieur de gouvernement. Cette loi prévoit dans son article 2 que l'organisation et les attributions des délégations financières sont provisoirement régies par le décret du 23 août 1898 ; ce provisoire dure presque 50 ans, avant la mise en place  de l'Assemblée algérienne en 1948.
Depuis 1937 , les délégations financières sont fortement critiquées par le Congrès musulman algérien ainsi que par les socialistes et les communistes qui en demandent la suppression.
En 1945, l'Assemblée Financière de l'Algérie remplace les délégations financières et le Conseil supérieur de Gouvernement.
En 1948, l'Assemblée algérienne remplace l'Assemblée Financière de l'Algérie.

### Contribuables en Algérie
Le rapport Brisson de 1898 distingue trois types de contribuables en Algérie : les colons, les Français autres que les colons, et les indigènes musulmans composés d'une partie "arabe"  et d'une partie "khabile".

« Théoriquement la représentation des intérêts s’oppose à la représentation universelle d’un pays, l’élu avec la représentation des intérêts n’est que le mandataire d’un groupe, plus ou moins lié par un intérêt commun, politique et économique. Cette introduction du principe de la représentation des intérêts dans la composition des délégations financières a été vivement critiquée, et cependant l’application intégrale de la loi du nombre était peut-être dangereuse dans un pays comme l’Algérie, où se trouve une forte majorité d’indigènes plus ou moins irréconciliables, auxquels on voulait néanmoins accorder une représentation. »

— 1902

### Chiffres sur la fiscalité algérienne
Le budget de l'Algérie seule en 1887 s'établit à 38 760 442 francs.
Toutefois, du fait des taxes provinciales et communales, ce budget est double. 
Les recettes du budget proviennent en partie des impôts payés par les Européens et en partie par des impôts payés par les indigènes.
Toutefois, les chiffres du budget ne sont pas fiables : vu d'Alger, le budget de l'Algérie est excédentaire, mais, vu de Paris, le budget de l'Algérie est déficitaire.

### Critiques de l'impôt colonial et/ou impôt arabe
(février 2024).
L'impôt colonial (ou impôt arabe) imposé aux Algériens pendant la période de colonisation française en Algérie était un système fiscal mis en place par les autorités coloniales pour financer les dépenses liées à l'administration et à l'exploitation du territoire.
Pendant la colonisation française, l'Algérie était considérée comme une colonie et était soumise à un ensemble de lois et de réglementations spécifiques établies par l'administration coloniale. L'une de ces réglementations était l'imposition fiscale des Algériens.
L'impôt colonial en Algérie était principalement basé sur l'impôt foncier. Les terres agricoles étaient évaluées et les propriétaires devaient payer un pourcentage de la valeur de leurs terres sous forme d'impôt. Cet impôt foncier était souvent élevé et pouvait entraîner des difficultés économiques pour de nombreux agriculteurs et propriétaires de terres,.
En plus de l'impôt foncier, d'autres taxes et prélèvements étaient également imposés aux Algériens. Par exemple, il y avait des taxes sur les activités commerciales, les biens de consommation, les transactions et les produits agricoles. Ces taxes étaient souvent perçues de manière discriminatoire, favorisant les intérêts économiques des colons français au détriment de la population algérienne.
Il convient de noter que l'impôt colonial était un moyen pour les autorités françaises de maintenir leur domination économique et politique en Algérie. Il a contribué à l'exploitation des ressources naturelles et des terres agricoles de l'Algérie au profit de la France, tout en imposant une charge fiscale importante aux Algériens.
L'impôt colonial a été un facteur important de l'oppression économique et sociale subie par la population algérienne pendant la période de colonisation française. Il a été l'une des causes majeures des inégalités économiques et de la détérioration des conditions de vie pour de nombreux Algériens,.
Après l'indépendance de l'Algérie en 1962, de nombreuses réformes fiscales ont été mises en œuvre pour rétablir la justice fiscale et atténuer les inégalités héritées de la période coloniale. Les politiques fiscales ont été révisées pour soutenir le développement économique et social de l'Algérie en favorisant la croissance, la redistribution des richesses et la réduction des disparités socio-économiques.

### Avantages des colons et spoliation des algériens
L'impôt colonial imposé aux Algériens pendant la période de colonisation française en Algérie n'a pas directement permis l'enrichissement de la France dans son ensemble. Il est important de noter que le système fiscal colonial était conçu pour soutenir le développement de l’Algérie et les intérêts économiques et politiques des colons français en Algérie, plutôt que de favoriser le développement économique équitable de l'ensemble de la France.
L'impôt colonial en Algérie était principalement destiné à financer les dépenses liées à l'administration coloniale, à l'infrastructure et à l'exploitation des ressources naturelles du territoire. Les recettes fiscales provenant de l'Algérie étaient utilisées pour soutenir l'entreprise coloniale française en Algérie et pour financer les dépenses publiques liées à cette colonie spécifique.
Cependant, il est important de noter que la colonisation a favorisé certains groupes en France, notamment les colons français et les entreprises qui exploitaient les ressources et les terres en Algérie. Ces groupes ont pu bénéficier économiquement de l'exploitation des ressources naturelles, des terres agricoles et des activités commerciales en Algérie,.
Les colons français en Algérie ont bénéficié de privilèges économiques, de subventions et de facilités fiscales qui leur ont permis d'accéder à des terres et à des ressources lucratives, afin de développer le territoire. Les entreprises françaises ont également profité de la main-d'œuvre peu coûteuse et des ressources naturelles abondantes en Algérie.
En outre, une partie des recettes fiscales collectées en Algérie a été réinvestie en France pour soutenir l'industrie et l'économie métropolitaine. Cependant, il est important de souligner que cet enrichissement était principalement limité à certains secteurs économiques et à certains groupes spécifiques de la société française, plutôt qu'à l'ensemble de la population.